# Ernst Rentrop

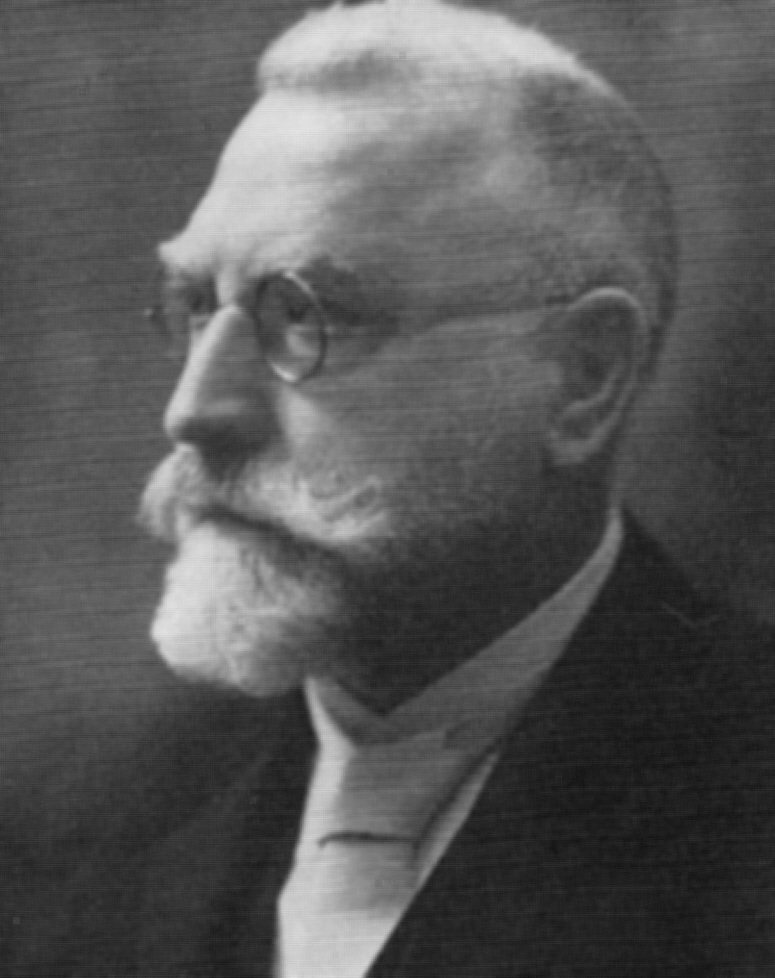
Ernst Rentrop

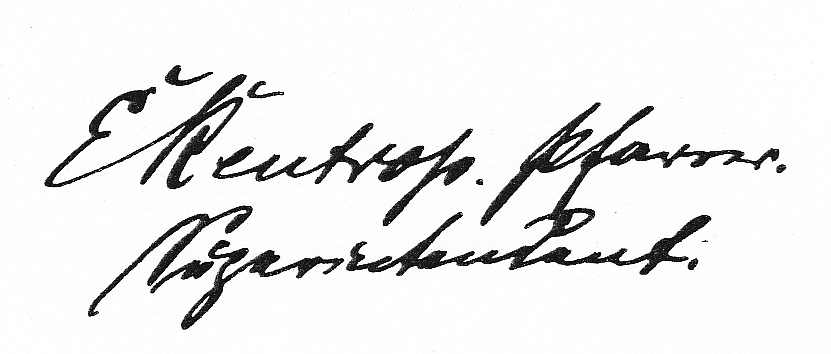
Unterschrift Ernst Rentrops

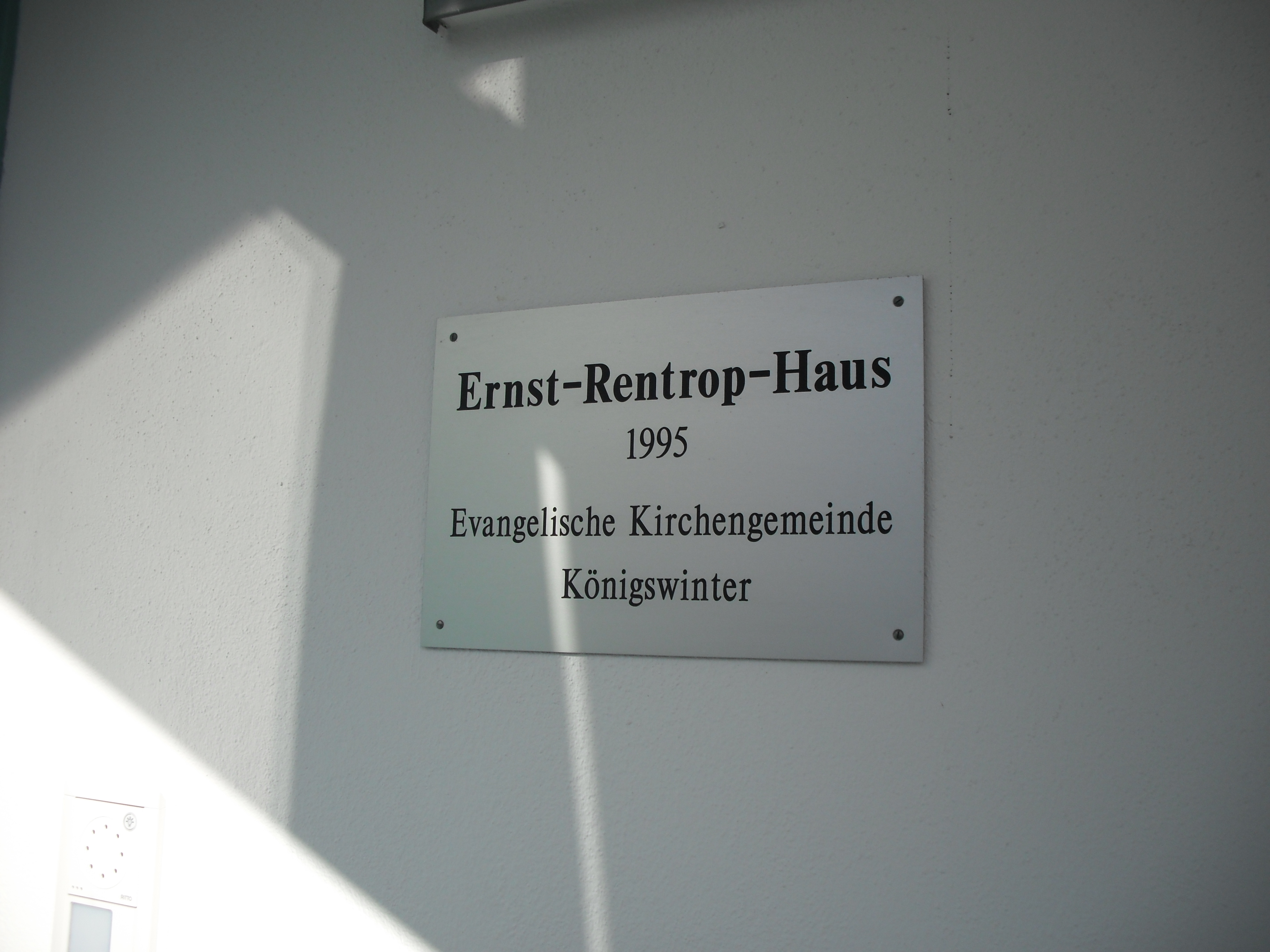
Ernst-Rentrop-Haus in Königswinter

Ernst Rentrop (* 20. Dezember 1868 in Unna; † 3. April 1937 in Köln) war evangelischer Pfarrer und Superintendent.

## Leben
Rentrop studierte in Bonn, Halle und Koblenz evangelische Theologie und wurde 1894 in Barmen ordiniert.
Erste Stellen als Hilfsprediger führten ihn nach Andernach und Köln-Deutz, von wo aus er dann nach Königswinter kam, als die dortige Kirchengemeinde gerade selbständig zu werden begann. Dort wurde er als Pfarrer eingeführt. Aus der kleinen Gemeinde wurde relativ schnell eine finanziell unabhängige Gemeinde und Rentrop richtete eine Schwesternstation ein.
1922 wurde Rentrop zum Superintendenten des Kirchenkreises Bonn gewählt. Er bekleidete dieses Amt zunächst bis 1934, bis er sich als Pfarrer der Bekennenden Kirche gegen Versuche einer Gleichschaltung von Lehre und Organisation der Deutschen Evangelischen Kirche (DEK) in der Zeit des Nationalsozialismus wehrte, weswegen er vom Superintendentenamt suspendiert wurde. Wegen eines Formfehlers musste die Amtsenthebung zwar rückgängig gemacht werden, es blieb aber dennoch bei der Auflage, dass Rentrop u. a. die Barmer Erklärung abzuerkennen habe, was er aber nicht tat. Wegen des Rückhaltes des Kirchenkreises blieb er bis zu seinem Tod 1937 im Amt.

## Familie
1897 heiratete Rentrop Ida Kreutz, mit der er drei Söhne hatte. Er und seine Frau spendeten einige Fenster (unter anderem das Altarfenster) sowie das Altarbild der Christuskirche in Königswinter, was teilweise durch Inschriften unmittelbar augenfällig ist. Nach ihm ist heute das Ernst-Rentrop-Haus, ein Gemeindezentrum der evangelischen Kirchengemeinde Königswinter, benannt.
Rentrop war einer der Gründer und bis zu seinem Tod zweiter Vorsitzender der Arbeitsgemeinschaft zur Pflege der Heimat (der spätere Heimatverein Siebengebirge e.V.), der das heutige Siebengebirgsmuseum in Königswinter ins Leben rief.

## Werke
- Evangelische Bewegungen am Siebengebirge – Konrad Huch (1565). Georgi, Bonn 1565.[3]
- Die unehelichen Kinder: Eine statistische Untersuchung über ihre Lage und ihr Schicksal. C. Heymann, Berlin 1931.
- Was ich in Rußland erlebte und sah. Georgi, Bonn 1915.